# Мзіліказі
Мзіліказі (бл. 1790 — 9 вересня 1868) — 1-й інкосі (володар) держави Матабеле (Мтваказі) в 1840—1868 роках.

## Життєпис

### На службі Шаки
Походив з народу нгуні, належав до союзу племен ндебеле. Син Матшобана ка Мангете, вождя північних кумало. У 1810-х роках разом з батьком боровся проти Звіде каЛанги, інкосі конфедерації ндвандве. Проте вони зазнали поразки, а Матшобана загинув близько 1818 року.
Мзілакізі втік до Шаки, інкосі зулусів, де став одним з його командуючих. Під час походів виявив звитягу та військові таланти.

### Володар Трансваалю
1823 року повстав проти Шаки, повівши з собою кілька групу зулу, що відокремилися в народність матебеле. Спочатку рушив до португальських володінь, але тут стикнувся з потугою військовика ндвандве Сошангане, внаслідок чого 1826 року відступив до Трансваалю. Він напав на вождіства Ндзундза, перемігши інкосі Магодонго, захопивши його крааль в Есіхунджіні. Самого інкосі та його рідню було страчено біля річки Мкобола. За цим у 1826-1828 роках успішно воював про педі.
1828 року заснував свій крааль Мхландландлела на півночі сучасного міста Преторія. 1829 року прийняв місіонера Роберта Моффата, якого призначив своїм посланцем.
1831 року здобув перемогу у війні проти народу гриква, став визнаним паном Трансваалю. Зайняв область біля гір Гаапсе. Втім 1832 року зазнав нападу Дінгаана, інкосі зулусів. Незважаючи на те, що вдалося його відбити, Мзіліказі переніс крааль (отримав назву Капаїн) до сучасного Мафікенгу. Після цього завдав поразки племені баролонг з народу тсвана. У 1836 році він відправив свого головного радника Мнкумбате до Кейптауну, щоб укласти договір про дружбу з Бенджаміном Д'Урбаном, британським губернатором Капської колонії.
1836 року почалися сутички з бурськими поселенцями в ході «Великого трека», внаслідок чого загонам матабеле вдалося захопити 50 тис. овець, 5 тис. корів і сотні коней. Але у січні 1837 року Мзілакізі зазнав поразок біля Мосезі й Капаїні. За цим матебеле на чолі з Мзіліказі були змушені перетнути річку Лімпопо. тут розділив свої війська: одна частина залишилася на місці. З рештою Мзіліказі рушив далі, сподіваючись знайти кращі місця. Протягом 1838 року він рушив на захід на територію сучасної Ботсвани, а потім на північ до Замбії. Там матабеле не змогли влаштуватися через загибель худоби від інфекцій, що переносяться мухами цеце. По поверненню з півночі Мзіліказі наказав стратити сина Нкулумана, якого в цей час оголосили новим інкосі.

### Інкосі
У 1840 році матабеле дісталися на південний схід до сучасних зімбабвійських земель, де заснували державу Матабеле (також відома як Мтваказі або Матабелеленд). Мзіліказі організував своїх послідовників у військову систему крааль на зразок у зулусів. Заснував столицю коБулавайо («Палац зброї»). Спроби у 1844—1846 роках підкорити бамангвато (плем'я тсвана) не мали успіху. У 1847—1851 роках було відбито напади бурських республік. 1852 року перконав уряд Південно-Африканської Республіки підписати з ним мирний договір.
Усвідомлюючи небезпеку від європейських колонізаторів, він залишався дружелюбний з більшістю мандрівників, зокрема Девідом Лівінгстоном, Генріхом Хартлі, Ендрю Смітом, Вільгельмом Корнуоліс Харрісом, Девід Х'юмом.
Проте головною загрозою була держава Розві, що зберігала потугу та гегемонію в регіоні. Війна з нею тривала до середини 1860-х років, коли Мзіліказі нарешті вдалося завдати поразки чангаміре Тхвечіпі. Водночас було підкорено племена шона і частина тсвана, встановити політичне панування над більшою частиною території Зімбабве.
В останні роки його життя в державі було виявлено золото, що викликало новий інтерес європейців до земель Матабеле. В цей час інкосі вже був тяжко хворим і не міг самостійно пересуватися. 1863 року здійснив останню спробу підкорити тсвана, відправивши військо на чолі із сином Лобенгулою, але воно зазнало поразки у битві біля Шошонга.
Помер Мзілакізі 1868 року. Йому спадкував син Лобенгула.